# Villa Grimaldi
El Parc per la Pau Villa Grimaldi és un museu de Santiago de Xile que obrí les portes el 1997 i ofereix un espai públic dedicat a recordar les víctimes de les violacions dels drets humans. Els antics presoners de la Villa Grimaldi guien els visitants per les instal·lacions del que fou un important centre de detenció i tortura de la policia secreta del general colpista Augusto Pinochet, la DINA. Es visiten els ciments originals de la casa, on hi ha un petit model arquitectònic del que fou el quarter Terranova, el Patio Deseado fet de mosaics creats amb el paviment original, la reconstrucció de les antigues cel·les de detenció i tortura, i diferents espais que recorden les víctimes de la dictadura militar xilena. Membre de la Coalició Internacional d'Espais de Consciència (www.sitesofconscience.org).
L'11 de setembre de 1973 un cop d'Estat acabava amb la presidència i la vida de Salvador Allende i s'instaurava una dictadura militar sota les ordres del general Augusto Pinochet. S'eliminaren les institucions democràtiques en tot el país i foren substituïdes per cúpules militars que dugueren a terme una campanya de terror i eliminació sistemàtica dels qui s'oposaven al nou govern. Milers de ciutadans foren detinguts i "desapareguts", mentre que d'altres sobrevisqueren en centres de detenció i tortura durant els 17 anys de terrorisme d'estat. Després del cop d'Estat, els soldats de la Dirección de Inteligencia Nacional (DINA) s'apropiaren de la finca "Villa Grimaldi" i la van convertir en un dels epicentres de crueltat i violència de la dictadura militar.